# Fox Sports (Perú)
Fox Sports Perú fue un canal de televisión por suscripción peruano de origen estadounidense especializado en deportes. Fue la señal local del canal latinoamericano Fox Sports, y su lanzamiento oficial fue el 1 de marzo de 2018, durante el preestreno del primer programa Fox Sports Radio Perú después del término del encuentro.
El canal cesó sus emisiones el 20 de diciembre de 2019 con la última emisión de Fox Sports Radio Perú.

## Historia
Fox Sports Latinoamérica lanzó una subseñal para Perú el 26 de noviembre de 2017, la cual realizó una desconexión territorial con la señal principal basada en Argentina al emitir el programa 90 minutos. En esta edición del programa, es entrevistado el entrenador de la selección peruana de fútbol Ricardo Gareca, como homenaje especial por la clasificación del equipo al Mundial Rusia 2018 tras el partido de repechaje jugado contra Nueva Zelanda como local el 15 de noviembre. El 26 de enero de 2018, durante el partido de vuelta Universitario - Oriente Petrolero de la Copa Libertadores, los locutores del canal afirmaron del futuro estreno de la emisora Fox Sports Radio Perú junto con el lanzamiento del canal. Finalmente, el 27 de febrero, la cadena anunció el lanzamiento oficial del canal para el 1 de marzo de 2018, con la conducción de Mathías Brivio, la narración de Peter Arévalo y el comentarista Flavio Maestri para el partido entre Alianza Lima y Boca Juniors, junto con el preestreno de Fox Sports Radio Perú después del término de este. El estreno del programa radial está previsto para abril del mismo año.
El 23 de abril de 2018, se estrenó de manera oficial Fox Sports Radio Perú con Julio César Uribe, Eddie Fleischman, José Guillermo del Solar, Flavio Maestri, Julinho, Peter Arévalo como panelistas y con la conducción de Mathías Brivio. El exfutbolista Roberto Mosquera fue presentado como panelista del programa, sin embargo dejó de formar parte del programa, porque firmó contrato con el equipo de futbol boliviano Royal Pari para ser el DT del equipo.
El 13 de mayo se estrenó La última palabra mundial, el segundo programa local del canal, con la conducción de Julio César Uribe.
El 20 de diciembre, el canal cesó sus emisiones con la última emisión del programa Fox Sports Radio Perú. El 25 de diciembre de 2019, el periodista deportivo y panelista de Fox Sports Radio Perú, Eddie Fleischman, confirmó que Fox Sports no seguirá operando en Perú en 2020, marcando el fin de las transmisiones de la cadena internacional en el país.

## Programas
- Fox Sports Radio Perú
- La última palabra con Julio César Uribe